# 낙제마녀 후우카와 어둠의 마녀
낙제마녀 후우카와 어둠의 마녀(らくだい魔女 フウカと闇の魔女)는 Production I.G에서 제작한 일본의 극장판 애니메이션이다.

## 등장인물
- 후우카 - 성우 : 이노우에 호노카
- 치토세 - 성우 : 타무라 무츠미
- 카린 - 성우 : 이와미 마나카
- 키스 - 성우 : 오노 켄쇼
- 리리카 - 성우 : 사쿠라 아야네